# Без пощады
«Без пощады» — вторая книга трилогии «Завтра война».
Книга неоднократно переиздавалась в России, а также переведена на польский язык и издана в литературном ежеквартальнике «Fantastyka — wydanie specjalne» под названием «Nie ma litości» (дословно: «Нет милости»).

## Сюжет
27-й век. Полномасштабная космическая война между Объединёнными Нациями во главе с Российской Директорией и тоталитарной Великой Конкордией, которые ещё вчера были союзниками и воевали бок о бок с общим врагом, продолжается. Безжалостная, кровавая бойня, в которой флот Конкордии выигрывает сражение за сражением, а шансы землян на победу все слабеют. На страже рубеже Родины стоят вчерашние выпускники Северной Военно-Космической Академии, сегодня ставшие отчаянными боевыми офицерами, на молодые плечи которых легла тяжелая мужская работа — защищать Родину. И они отважно бьются с врагом без устали, без жалости и пощады. Потому что враг тоже не пощадит и не пожалеет.

## Награды
Роман «Без пощады» удостоен премии «Иван Калита» (2005) и диплома «Чаша Бастиона» (2005)

«Лучший приключенческий роман 2004 года» («Русский Ньюсуик»)

## Издания
АСТ Москва, 2005 г. — 400 с. — «Без пощады» (Звёздный лабиринт), формат: 84x108/32 твёрдая обложка

АСТ Москва, 2005 г. — 464 с. — «Без пощады» (Звёздный лабиринт мини), формат: 70x90/32 мягкая обложка

АСТ Москва, Хранитель, Харвест, 2006 г. — 1200 с. — «Завтра война», «Без пощады», «Время — московское!» (Библиотека мировой фантастики), тираж: 1500 экз., формат: 60x90/16 твёрдая обложка (ISBN 5-17-039584-1, ISBN 5-9713-3390-9, ISBN 5-9762-1146-1, ISBN 985-13-8694-4)

АСТ Москва, Транзиткнига, 2006 г. — 832 с. — «Завтра война», «Без пощады» (Звёздный лабиринт: Коллекция), тираж: 5000 экз., формат: 84x108/32 твердый переплет (ISBN 5-17-036078-9, ISBN 5-9713-1880-2, ISBN 5-9578-3760-1)

АСТ, Люкс, 2007 г. — 400 с. — «Без пощады» (Звёздный лабиринт), тираж: 10000 экз., формат: 84x108/32 твердый переплет (ISBN 5-17-023021-4)

### Аудиокнига
Роман издан CDCOM Companies Group в виде аудиокниги на одном CD и находится в продаже с 2006 года. Текст романа имеет ряд сокращений. Читает Кирилл Петров, время звучания: 10:55:12.